# Огин
Огин је ТВ филм о македонској групи Леб и сол из 1981. Филм је снимљен између албума Бесконачно и Следовање. ТВ реализацију је урадио РТБ (данас РТС). Радња целог филма се дешава у Социјалистичкој Републици Македонији (данас Северна Македонија).

## Занимљивости
Музички сарадник за овај филм је био и Зафир Хаџиманов.

## Инсерти
- Бодан Арсовски